# Sebastián de Belalcázar

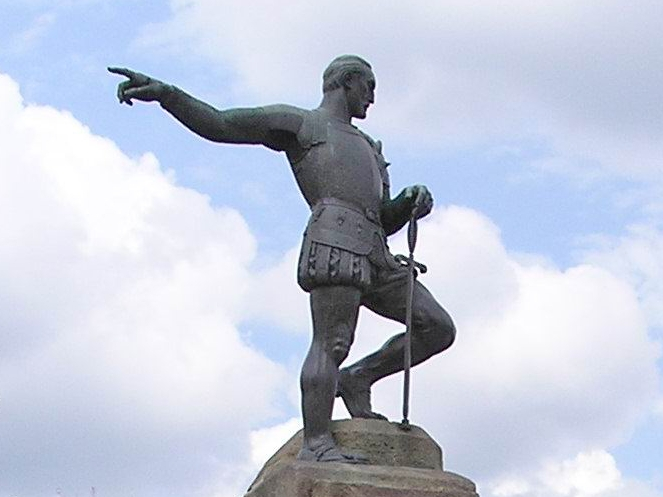
Standbeeld van Sebastián de Belalcázar in Santiago de Cali

Sebastián de Belalcázar (Belalcázar, 1480 – Cartagena, 1551) was een Spaanse conquistador.
In 1498 nam hij waarschijnlijk deel aan de derde reis van Christoffel Columbus, hoewel hij volgens sommigen pas in 1507 naar Amerika vertrok.
In 1524 veroverde hij Nicaragua aan de zijde van Francisco Hernández de Córdoba die hem burgemeester van de zopas gestichte stad León maakte. In 1527, na conflicten met andere conquistadores, vertrok hij naar Honduras.
In 1532 voer hij naar Peru waar hij zich aansloot bij Francisco Pizarro, die het Incarijk aan het veroveren was. Hij veroverde Ecuador en stichtte de stad Quito. Hij reisde verder door naar het noorden, op zoek naar El Dorado. Onderweg stichtte hij de steden Pasto, Santiago de Cali en Popayán. Hij bereikte de hoogvlakte van Colombia waar hij Gonzalo Jiménez de Quesada en Nikolaus Federmann ontmoette. In 1539 stichtten deze drie conquistadores Bogota.
Hij mengde zich voortdurend in twisten tussen verschillende conquistadores. In 1550 werd hij na een incident ter dood veroordeeld. Hij overleed echter aan een ziekte voordat hij naar Spanje terug kon reizen om zich daar te verdedigen.